# Samuel L. Leonard
Samuel Leeson Leonard (* 26. November 1905 in Elizabeth, New Jersey; † 11. November 2007 in Ithaca, New York) war ein US-amerikanischer Zoologe, der an der Cornell University lehrte. Seine Untersuchungen zu Hormonen bei Tieren bildeten die Grundlage zur In-vitro-Fertilisation bei Frauen.

## Leben
Leonard schloss ein erstes Studium an der Rutgers University erfolgreich ab. 1929 erlangte er an der University of Wisconsin–Madison den Abschluss als M.S. und promovierte dort 1931 zum Doktor der Zoologie. Er lehrte am Union College und an der Rutgers University. 1941 wechselte er als Associate Professor of Zoology an die Cornell University. 1949 wurde er dort ordentlicher Professor, emeritiert wurde er 1971, beendete seine Lehrtätigkeit jedoch erst später in den 1970er-Jahren. Neben der Forschung und Prüfungstätigkeit hielt er auch Vorlesungen für Eingangssemester, die während seiner Tätigkeit etwa 9.000 Studenten besuchten.
Am Beginn der Entwicklung der Endokrinologie war in den 1930er-Jahren lediglich bekannt, dass die Adenohypophyse eine Rolle bei der Stimulation von Eierstöcken und Hoden spielte. Schon im ersten Teil seines Studiums widmete Leonard sich der Untersuchung von Sexualhormonen, die in der Hypophyse entstehen. Er stellte während seines Promotionsstudiums bei H. L. Fevold und seinem Doktorvater F. L. Hisaw an der University of Wisconsin fest, dass die Hypophyse zwei Hormone mit Auswirkungen auf die Sexualorgane produziert. Das erste Hormon wurde von den Forschern als follikelstimulierendes Hormon (FSH), das zweite als luteinisierendes Hormon (LH) identifiziert, wobei sich das LH als entscheidend für die Produktion von Testosteron erwies und bei Frauen für die Ovulation unterstützend wirkt. Damit wurde die bisher bestehende Theorie, dass lediglich ein Hormon an diesen Prozessen beteiligt sei, widerlegt. Nach Einschätzung des Physiologen Robert H. Foote wurde mit der Veröffentlichung dieser Ergebnisse im American Journal of Physiology im Jahr 1931 durch Leonard und seine Mitarbeiter weitere Forschungen beflügelt. Die Ergebnisse von Leonards Team konnten durch andere Wissenschaftler bestätigt werden.
In den 1960er-Jahren wurde FSH bei den ersten Experimenten mit Kaninchen eingesetzt, um die Zahl der produzierten Eier zu erhöhen. In den 1980er-Jahren wurde das Verfahren auch in der Viehzucht eingesetzt und letztlich entwickelte sich daraus auch die für Menschen nutzbare In-vitro-Fertilisation.
Bereits in den 1930er-Jahren untersuchte Leonard die Wirkung von Östrogen bei Ratten und Kaninchen. Er stellte fest, dass mit einem bestimmten Hormonpegel der Eisprung unterdrückt werden konnte, eine einfache Form der Empfängnisverhütung. 1939 führte er ein Experiment mit Kanarienvögeln durch, mit dem er die Frage beantworten wollte, warum erwachsene Kanarienmännchen im Gegensatz zu erwachsenen Kanarienweibchen singen. Dazu behandelte er weibliche Kanarienvögel während der Aufzucht mit Testosteron, was sie wie ihre männlichen Artgenossen zum Singen veranlasste. Mit diesem Experiment ließ sich eindeutig der Nachweis erbringen, dass eine sexuelle Ausprägung durch Hormone steuerbar ist. Bei seinen Forschungen arbeitete Leonard hauptsächlich mit Laborratten und entwickelte sich auch wegen der dabei notwendigen Identifizierung und Entfernung der Hypophyse zum Experten für Gehirnchirurgie.
Mit seiner bereits im Mai 1990 verstorbenen Frau Olive Lucille Rees (* 1906) hatte Leonard zwei Kinder. Ihr Sohn Daniel Philip (* 1941) verstarb bereits vor seinem Vater, neben der Tochter Patricia (* 1943) hinterließ er vier Enkel und einen Urenkel.

## Schriften
- The nature of the substance causing ovulation in the rabbit, American Physiological Society, 1931
- As I Remember How It Was (PDF; 534 kB), Autobiographie, Mai 1990 (online bei ecommons.cornell.edu, englisch)